# Закроевщина
Закроевщина (укр. Закроївщина) — село, Томашовский сельский совет, Недригайловский район, Сумская область, Украина.
Код КОАТУУ — 5923586203. Население по переписи 2001 года составляло 59 человек .

## Географическое положение
Село Закроевщина находится между реками Хмелевка и Бишкинь.
На расстоянии в 1 км расположено село Бессарабка (Роменский район), в 1,5 км — сёла Косенки и Корытище.
По селу протекает пересыхающий ручей с запрудой.
К селу примыкает большой лесной массив (дуб).